# Ses Salines
Ses Salines är en kommun i Spanien. Den ligger i den autonoma regionen Balearerna i östra delen av landet. Antalet invånare är 5 129 (2024). Arean är 39,12 kvadratkilometer. Ses Salines ligger på ön Mallorca. Ses Salines gränsar till Santanyí och Campos. 